# Марсел Вауда
Марсел Вауда (нід. Marcel Wouda, 23 січня 1972) — нідерландський плавець.
Призер Олімпійських Ігор 2000 року, учасник 1992, 1996 років.
Чемпіон світу з водних видів спорту 1998 року.
Чемпіон світу з плавання на короткій воді 1999 року.
Чемпіон Європи з водних видів спорту 1997, 1999 років, призер 1993, 2000 років.
Чемпіон Європи з плавання на короткій воді 1996, 1998, 1999 років.